# Apfeldorf
Apfeldorf er en kommune i Landkreis Landsberg am Lech, Regierungsbezirk Oberbayern i den tyske delstat Bayern. Den er en del af Verwaltungsgemeinschaft Reichling.

## Geografi
Apfeldorf ligger mellem Landsberg, Schongau og Weilheim ved floden Lech i et område, der kaldes Lechrain.
I kommunen Apfeldorf ligger landsbyerne Apfeldorfhausen, Grubmühle, Klaft, Oberapfeldorf, Rauhenlechsberg, Unterapfeldorf og Wies. Indtil 1972 hørte Apfeldorf til Landkreis Schongau.